# 西勒克斯 (密蘇里州)
西勒克斯（英語：Silex）是位於美國密蘇里州林肯縣的城市。

## 人口
根據2020年美國人口普查的數據，西勒克斯的面積為0.75平方千米，皆為陸地。當地共有人口24人，而人口密度為每平方千米32人。